# Шантаж (телесеріал)
«Шантаж» (англ. The Recruit) — американський шпигунсько-пригодницький телесеріал, створений Алексі Гоулі для Netflix. Серіал розповідає про Оуена Гендрікса (Ной Сентінео), юриста ЦРУ, якого втягують в масштабні міжнародні конфлікти з небезпечними сторонами через те, що актив намагався викрити її стосунки з агентством. Серіал вийшов на Netflix 16 грудня 2022 року.

## Сюжет
Життя адвоката-початківця Оуен Гендрікс, який щойно почав працювати в ЦРУ, перевертається з ніг на голову, коли він стикається з активом, який вимагає виправдання від відповідальності. Коли вона намагається викрити свої довгострокові стосунки з агентством, він вплутується в заплутану міжнародну політику. Коли Гендрікс веде переговори з активом, він опиняється в конфлікті з загрозливими особами та групами і ризикує своїм життям, намагаючись виконати свої обов'язки.

## Актори та персонажі

### Головний каст
- Ной Сентінео — Оуен Гендрікс, юрист ЦРУ
- Лора Геддок — Макс Меладзе, колишня співробітниця ЦРУ, яка перебуває у в'язниці за побиття підозрілого далекобійника до смерті
- Аарті Манн[en] — Вайолет, колега Оуена
- Колтон Данн[en] — Лестер, ще один колега Оуена та напарник Вайолет у злочині
- Файвел Стюарт — Ганна, сусідка по кімнаті та колишня дівчина Оуена
- Деніел Квінсі Анно — Теренс, інший сусід та друг Оуена
- Крістіан Бруун — Янус Фербер, перенапружений колега Оуена, який неохоче допомагає Оуену.
- Вонді Кертіс-Голл — Волтер Найленд, бос Оуена та головний радник ЦРУ

### Додатковий каст
- Енджел Паркер[en] — Дон Ґілбейн, агентка ЦРУ, яка проводить чорну операцію в Ємені
- Віктор Андрес Треллес Турджеон[en] — Талько
- Байрон Манн[en] — Ксандер, старший офіцер
- Кайла Зандер — Амелія, ще одна колега Оуена, яка романтично цікавиться Оуеном

## Український дубляж
Серіал дубльовано студією «Le Doyen Studio» на замовлення компанії «Netflix» у 2022—2025 роках.
- Режисер дубляжу — Євгеній Сардаров
- Звукооператори — Євген Ярошенко (сезон 1), Альона Шиманович (сезон 2)
- Спеціалісти зі зведення звуку — Віктор Алферов (сезон 1, сезон 2, серія 6), Євген Ярошенко (сезон 2, серії 1, 4-5), Олег Кульчицький (сезон 2, серії 2-3)
- Перекладачки — Надія Бойван, Олена Василевська
- Менеджер проєкту — Ярослав Сидоренко
- Менеджер студії — Марина Булаковська

Роль дублювання:
- Андрій Соболєв — Оуен Гендрікс
- Наталія Романько — Макс Меладзе
- Сергій Солопай — Волтер Найленд
- Антоніна Хижняк — Дон Ґілбейн
- Роман Солошенко — Лестер
- Катерина Буцька — Вайлет
- Дмитро Терещук — Ксандер
- Олександр Погребняк — Янус
- Роман Молодій — Теренс
- Марина Локтіонова — Ганна
- Катерина Брайковська — Амелія
- Михайло Тишин — Дейв
- Аліна Проценко — Мей
- Юлія Малахова — Kopa
- Павло Скороходько — Кіріл, Чан-Кьон
- Михайло Кришталь — Лєв Орлов
- Кристина Вижу — Capa
- Юлія Шаповал — Нічка
- Лесь Гімбаржевський — Сенатор Смут
- Юлія Перенчук — Келлі
- Михайло Войчук — Вест
- Олег Лепенець — Том
- Євгеній Сардаров — Джей
- Андрій Альохін — Олівер
- Дарина Муращенко — Ю-Чін

А також: Ілона Бойко, Дмитро Сова, Дар'я Якушева, Ярослав Сидоренко, Віталій Ізмалков, Анастасія Назарова, В'ячеслав Дудко, Євген Ковирзанов

## Епізоди
Кожен епізод Шантажу має назву, схожу на ініціали ЦРУ. Коди, які не відрізняються від безлічі абревіатур для різних підрозділів і проєктів, які Оуен Гендрікс повинен розуміти, виконуючи свою роль в агентстві, представляють лінію діалогу в їхніх відповідних епізодів.

## Виробництво

### Розробка
Було оголошено, що Netflix придбав неназвану шпигунську драму 28 квітня 2021 року за підтримки Entertainment One. Проєкт під назвою Graymail створив Алексі Гоулі, виконавчий продюсер кількох популярних процедурних драматичних серіалів, таких як Касл, Новобранець та його спіноф Алексі, своєю чергою, виступив його виконавчим продюсером і шоуранером. Разом з Гоулі, Ноа Сентінео; Даг Лайман, Джин Кляйн і Девід Бартіс із Hypnotic; Адам Чиральський та Чарлі Еберсол з P3 Media також приєдналися до проекту як виконавчі продюсери. Проєкт мав містити вісім годинних серій. 28 вересня 2022 року стало відомо, що Алексі Гоулі, Джордж Ганем, Амелія Роупер, Гаді Діб, Нісоль Леві та Майя Ґолдсміт виступили сценаристами серіалу; тим часом Даг Лайман, Алекс Калімніос, Еммануель Осей-Куффур-молодший та Джуліан Голмс стали режисерами окремих епізодів.

### Кастинг
Коли 28 квітня 2021 року було оголошено виробництво, Ноа Сентінео представили як головного героя телесеріалу. 12 листопада 2021 року було оголошено про інші ролі: Арті Манн, Деніел Квінсі Анно, Вонді Кертіс Голл, Крістіан Бруун, Лаура Геддок, Колтон Данн і Фівел Стюарт приєдналися до основного акторського складу разом із Сентінео. Крім того, Байрон Манн, Енджел Паркер і Кайла Зандер були оголошені в повторюваних ролях.

### Фільмування
Повідомляється, що основні зйомки серіалу відбулися в Монреалі, Квебек, і Лос-Анджелесі, Каліфорнія, 25 жовтня 2021 року. Також відомо, що зйомки завершилися 28 березня 2022 року.

## Вихід
Глобальна прем'єра Шантажу відбулася на Netflix 16 грудня 2022 року.

### Маркетинг
Серіал рекламувався під час події Netflix TUDUM Global 24 вересня 2022 року на YouTube. Додаткову інформацію, включно з датою випуску та офіційною назвою, було оприлюднено на офіційному вебсайті події. Перший офіційний трейлер серіалу вийшов на YouTube 16 листопада 2022 року .

## Оцінки та відгуки
Вебсайт-агрегатор рецензій Rotten Tomatoes повідомив про рейтинг схвалення 70 % із середнім рейтингом 7,1/10 на основі 23 відгуків критиків. Консенсус критиків вебсайту звучить так: «Шантаж може бути не найсвіжішою фішкою старого блоку, але він використовує значні чари Ноя Сентінео для досягнення чудового ефекту». Metacritic, який використовує середньозважену оцінку, присвоїв оцінку 60 зі 100 на основі 12 критиків, вказуючи на «змішані або середні відгуки».
Річард Роупер із Chicago Sun-Times дав серіалу 3 зірки з 4 і сказав: «Ноа Сентінео є привабливим лідером у яскравому, смішному серіалі».